# 米爾斯縣 (德克薩斯州)
米爾斯縣（英語：Mills County）位美國德克薩斯州中部的一個縣。面積1,942平方公里。根据美國2000年人口普查，共有人口5,151人。縣治戈爾德斯韋特（Goldthwaite）。
成立於1887年3月15日，縣政府成立於9月12日。縣名紀念德克薩斯共和國區域法官約翰·T·米爾斯。